# Oku Daisuke
Oku Daisuke (奧 大介 7 tháng 2 năm 1976 – 17 tháng 10 năm 2014) là một cầu thủ bóng đá Nhật Bản. Anh từng thi đấu cho Đội tuyển bóng đá quốc gia Nhật Bản. Anh mất sau một tai nạn xe hơi trên đảo Miyako-jima.

## Thống kê sự nghiệp
| Đội tuyển bóng đá Nhật Bản | Đội tuyển bóng đá Nhật Bản | Đội tuyển bóng đá Nhật Bản |
| Năm                        | Trận                       | Bàn                        |
| -------------------------- | -------------------------- | -------------------------- |
| 1998                       | 1                          | 0                          |
| 1999                       | 5                          | 1                          |
| 2000                       | 12                         | 1                          |
| 2001                       | 4                          | 0                          |
| 2002                       | 0                          | 0                          |
| 2003                       | 3                          | 0                          |
| 2004                       | 1                          | 0                          |
| Tổng cộng                  | 26                         | 2                          |